# Caratê nos Jogos Pan-Americanos de 2023 - Até 67 kg masculino
A categoria até 67 kg masculino do caratê nos Jogos Pan-Americanos de 2023 foi disputada em 5 de novembro de 2023 no Centro de Esportes de Contato, em Ñuñoa. Um total de nove caratecas de oito Comitês Olímpicos Nacionais (CON) participaram do evento.

## Medalhistas
| Ouro   | VEN Andrés Madera                    |
| Prata  | CHI Tomás Freire                     |
| Bronze | CHI Camilo Velozo PAN Alberto Gálvez |

## Resultados

### Fase de grupos
Os nove caratecas foram divididos em dois grupos, onde cada um enfrenta seus adversários dentro grupo. Os dois primeiros de cada um avançam para as semifinais.

#### Grupo A
| Pos. | Carateca              | V | D | Pts |
| ---- | --------------------- | - | - | --- |
| 1    | CHI Tomás Freire      | 2 | 1 | 6   |
| 2    | VEN Andrés Madera     | 2 | 1 | 6   |
| 3    | BRA Vinícius Figueira | 1 | 2 | 3   |
| 4    | MEX Daniel Esparza    | 1 | 2 | 3   |

|                       | Resultado |                       |
| --------------------- | --------- | --------------------- |
| VEN Andrés Madera     | 2–0       | BRA Vinícius Figueira |
| CHI Tomás Freire      | 3–4       | MEX Daniel Esparza    |
| VEN Andrés Madera     | 8–8*      | CHI Tomás Freire      |
| BRA Vinícius Figueira | 4–3       | MEX Daniel Esparza    |
| VEN Andrés Madera     | 7–0       | MEX Daniel Esparza    |
| BRA Vinícius Figueira | 3–4       | CHI Tomás Freire      |

#### Grupo B
| Pos. | Carateca            | V | D | Pts |
| ---- | ------------------- | - | - | --- |
| 1    | PAN Alberto Gálvez  | 3 | 0 | 9   |
| 2    | CHI Camilo Velozo   | 3 | 1 | 9   |
| 3    | COL José Ramírez    | 2 | 2 | 6   |
| 4    | ECU Fred Proaño     | 1 | 2 | 3   |
| 5    | ARG Gonzalo Navarro | 0 | 4 | 0   |

|                     | Resultado |                     |
| ------------------- | --------- | ------------------- |
| CHI Camilo Velozo   | 4–1       | ARG Gonzalo Navarro |
| ECU Fred Proaño     | 1–3       | COL José Ramírez    |
| CHI Camilo Velozo   | 2–3       | PAN Alberto Gálvez  |
| ARG Gonzalo Navarro | 2–3       | ECU Fred Proaño     |
| PAN Alberto Gálvez  | 5–2       | COL José Ramírez    |
| ARG Gonzalo Navarro | 2–5       | COL José Ramírez    |
| CHI Camilo Velozo   | 5–0       | ECU Fred Proaño     |
| ARG Gonzalo Navarro | 0–2       | PAN Alberto Gálvez  |
| CHI Camilo Velozo   | 1–0       | COL José Ramírez    |
| PAN Alberto Gálvez  | 0–0       | ECU Fred Proaño     |

### Fase final
Os vencedores das semifinais disputam a medalha de ouro, enquanto os perdedores conquistam automaticamente as medalhas de bronze.
|  | Semifinais         | Semifinais        |    |  | Final            | Final |  |
|  |                    |                   |    |  |                  |       |  |
|  |                    |                   |    |  |                  |       |  |
|  | CHI Tomás Freire   | 5                 |    |  |                  |       |  |
|  | CHI Camilo Velozo  | 1                 |    |  |                  |       |  |
|  |                    |                   |    |  |                  |       |  |
|  |                    |                   |    |  |                  |       |  |
|  |                    |                   |    |  | CHI Tomás Freire | 3     |  |
|  |                    | VEN Andrés Madera | 3* |  |                  |       |  |
|  |                    |                   |    |  |                  |       |  |
|  |                    |                   |    |  |                  |       |  |
|  |                    |                   |    |  |                  |       |  |
|  |                    |                   |    |  |                  |       |  |
|  | PAN Alberto Gálvez | 2                 |    |  |                  |       |  |
|  | VEN Andrés Madera  | 3                 |    |  |                  |       |  |